# توني ستويتشكوف
توني ستويتشكوف هو لاعب كرة قدم بلغاري في مركز الدفاع، ولد في 10 نوفمبر 1995 في بلغاريا. شارك مع منتخب بلغاريا تحت 17 سنة لكرة القدم. أما مع النوادي، فقد لعب مع سسكا صوفيا ونادي تسارسكو سيلو صوفيا ونادي تشيرنو مور فارنا.

## وصلات خارجية
- توني ستويتشكوف على موقع قاعدة بيانات كرة القدم.إي يو (الإنجليزية)
- توني ستويتشكوف على موقع Soccerway.com (الإنجليزية)